# Metro de Nápoles
El  Metro de Nápoles (en italiano Metropolitana di Napoli) es una red de ferrocarril metropolitano que da servicio a la ciudad italiana de Nápoles y a parte de su área metropolitana. Está compuesto por tres líneas: Línea 1 ("línea amarilla"), Línea 6 ("línea azul") y Línea 11 ("línea arcoiris" o "naranja").
El operador de las líneas 1 y 6 es ANM (Azienda Napoletana Mobilità), una sociedad pública del Ayuntamiento de Nápoles que gestiona el transporte público en la ciudad, y de la línea 11 es EAV (Ente Autonomo Volturno), una empresa pública de la Región de Campania.
Las tres líneas, junto a 2 ferrocarriles urbanos y 7 extraurbanos, 4 funiculares, 3 líneas tranviarias, 4 líneas de trolebuses y más de 100 líneas de autobuses, constituyen un conglomerado de transportes integrados, coordinado por la Región de Campania a través de la Agenzia Campana Mobilità, Infrastrutture e Reti. La integración tarifaria, una de las más extensas de Italia, es gestionada por el Consorzio Unico Campania.

## Historia
Nápoles fue la primera ciudad italiana en disponer de un ferrocarril, la línea Nápoles-Portici, inaugurada el 3 de octubre de 1839. En 1889 fue inaugurada la Ferrovia Cumana, ferrocarril en parte subterráneo, y en 1890 la Circumvesuviana. En 1925 fue inaugurada la primera conexión ferroviaria urbana de Italia, conocida como "Metropolitana FS": desde 1997 constituye la Línea 2. En 1957 SEPSA, operador de la Ferrovia Cumana, inauguró la Ferrovia Circumflegrea.
En los años 1960 se elaboró la construcción de un quinto funicular para conectar la Plaza Matteotti, en el centro de la ciudad, con la zona de Colli Aminei, en las colinas napolitanas. Sin embargo el proyecto fue arrinconado y se decidió construir un metro, denominado inicialmente "metropolitana collinare" y luego "Línea 1". Las obras iniciaron el 22 de diciembre de 1976: en 1993 fue terminado el primer tramo, Vanvitelli-Colli Aminei, en 1995 el tramo en viaducto Colli Aminei-Piscinola y en 2001 el tramo Vanvitelli-Dante. En 2011 se inauguró la estación Università, en 2012 la estación Toledo y en 2013 la estación Garibaldi. La última estación inaugurada hasta ahora es Duomo (2021). En noviembre de 2012 the Daily Telegraph eligió Toledo la estación de metro más bella de Europa, así como la CNN en febrero de 2014.
La Línea 6 fue proyectada como línea de tren ligero que habría atravesado transversalmente la ciudad, desde Fuorigrotta hasta Ponticelli, pasando por el centro de la ciudad. Fue aprobada con vistas a la Copa Mundial de Fútbol de 1990. Aunque fue construida parcialmente en 1990, tras efectuar unas pruebas con el material móvil, la línea fue cerrada y abandonada; solo al final de los años 90 hubo la idea de convertirla en un metro ligero y prolongar la línea hasta el casco antiguo de la ciudad y enlazarla a la Línea 1 en la estación Municipio. Después de unas obras de restauración de las estaciones y la construcción de la estación Mergellina, que aún faltaba, la línea fue inaugurada en enero de 2007, tras más de 17 años desde el comienzo de los trabajos. Estuvo cerrada otra vez desde 2013 hasta 2024 por obras de prolongación. Todas las estaciones pertenecen al proyecto "Estaciones del Arte".
La Línea 11, inaugurada en 2005, constituye la reconstrucción y conversión en metro pesado de la Alifana Bassa, una línea ferroviaria de vía estrecha que fue cerrada en 1976. Su camino suburbano totalmente subterráneo hace que sea el primer metro interprovincial de Italia, porque conecta a la ciudad de Nápoles y su Ciudad metropolitana con la Provincia de Caserta, donde se encuentran las estaciones de Aversa-Centro y Aversa-Ippodromo.

## Líneas
| Línea | Tipo         | Terminales                             | Operador | Longitud | Estaciones | Inauguración | Última extensión |
| ----- | ------------ | -------------------------------------- | -------- | -------- | ---------- | ------------ | ---------------- |
|       | Metro        | Centro Direzionale - Piscinola Scampia | ANM      | 20,7 km  | 20         | 1993         | 2025             |
|       | Metro ligero | Municipio - Mostra                     | ANM      | 5,5 km   | 8          | 2007         | 2024             |
|       | Metro        | Piscinola Scampia - Aversa Centro      | EAV      | 10,2 km  | 5          | 2005         | 2009             |

### Línea 1
Esta línea constituye el "anillo central" del sistema metropolitano napolitano. Actualmente tiene 20,7 km de línea y 20 estaciones:
- Centro Direzionale
- Garibaldi
- Duomo
- Università
- Municipio
- Toledo
- Dante
- Museo
- Materdei
- Salvator Rosa
- Quattro Giornate
- Vanvitelli
- Medaglie d'Oro
- Montedonzelli
- Rione Alto
- Policlinico
- Colli Aminei
- Frullone
- Chiaiano-Marianella
- Piscinola-Scampia

Mapa de la Línea 1.

En Garibaldi se realiza una conexión con la Línea 2, la Circumvesuviana y la Estación de Nápoles Central; en Municipio con la Línea 6; en Museo con la Línea 2; en Vanvitelli con las funiculares Centrale, Chiaia y Montesanto; en Piscinola-Scampia con la Línea 11.
La Línea 1 está dotada de seis aparcamientos disuasorios: Montedonzelli, Policlinico, Colli Aminei, Frullone, -Marianella y Piscinola-Scampia.

### Línea 6
La Línea 6 actualmente cuenta con 5,5 km de longitud y 8 estaciones:
- Municipio
- Chiaia-Monte di Dio
- San Pasquale
- Arco Mirelli-Repubblica
- Mergellina
- Lala
- Augusto
- Mostra

Mapa de la Línea 6.

En Municipio se realiza una conexión con la Línea 1, en Mergellina hay una conexión directa con la Línea 2 (estación Mergellina) y en Mostra se conecta con la Línea 2 (estación Campi Flegrei) y con la línea Cumana.

### Línea 11
La Línea 11 actualmente cuenta con 10,2 km de longitud y 5 estaciones:
- Piscinola-Scampia
- Mugnano
- Giugliano
- Aversa Ippodromo
- Aversa Centro

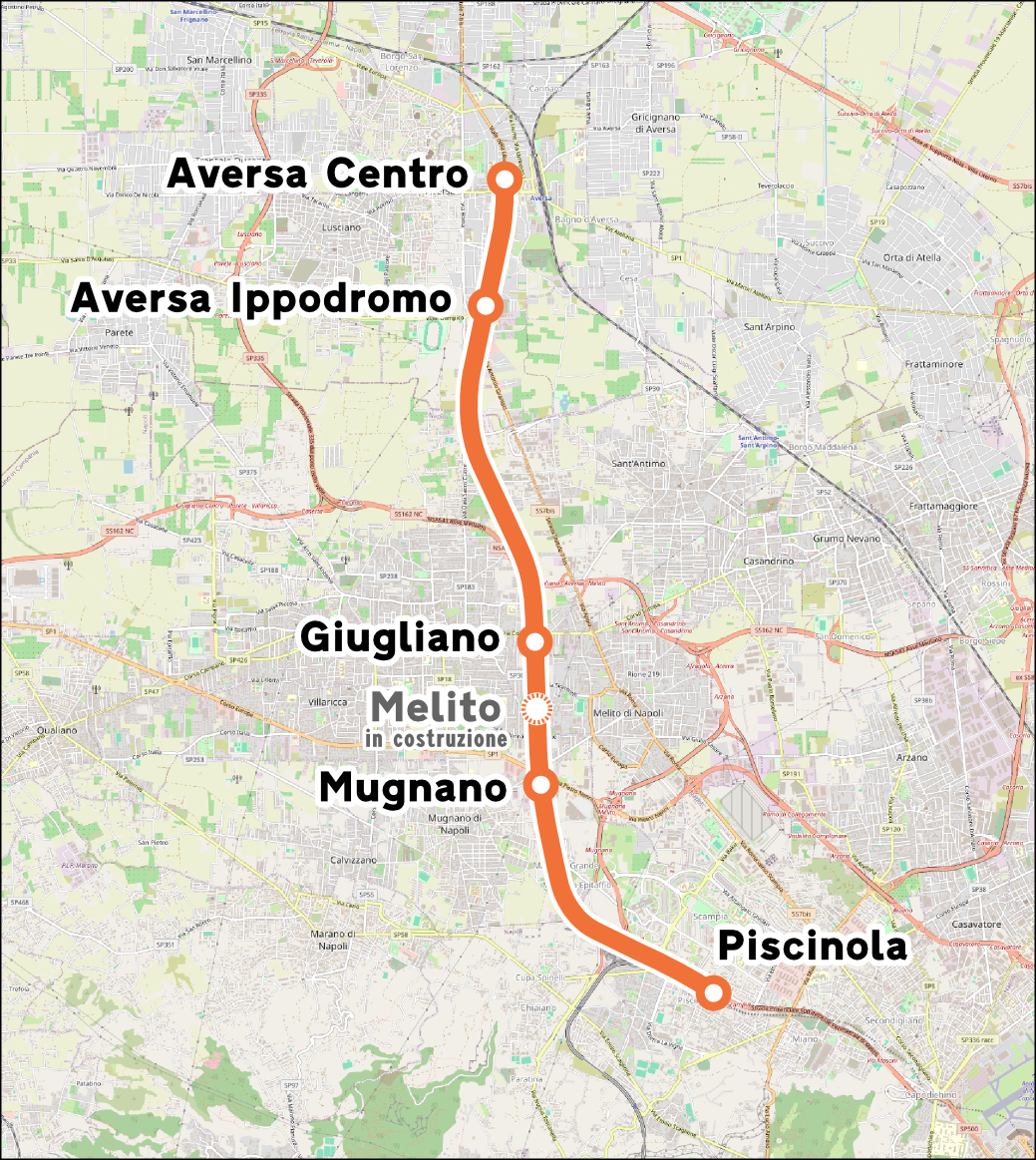
Mapa de la Línea 11.

En Piscinola-Scampia se conecta con la estación homónima de la Línea 1.

## Prolongaciones futuras

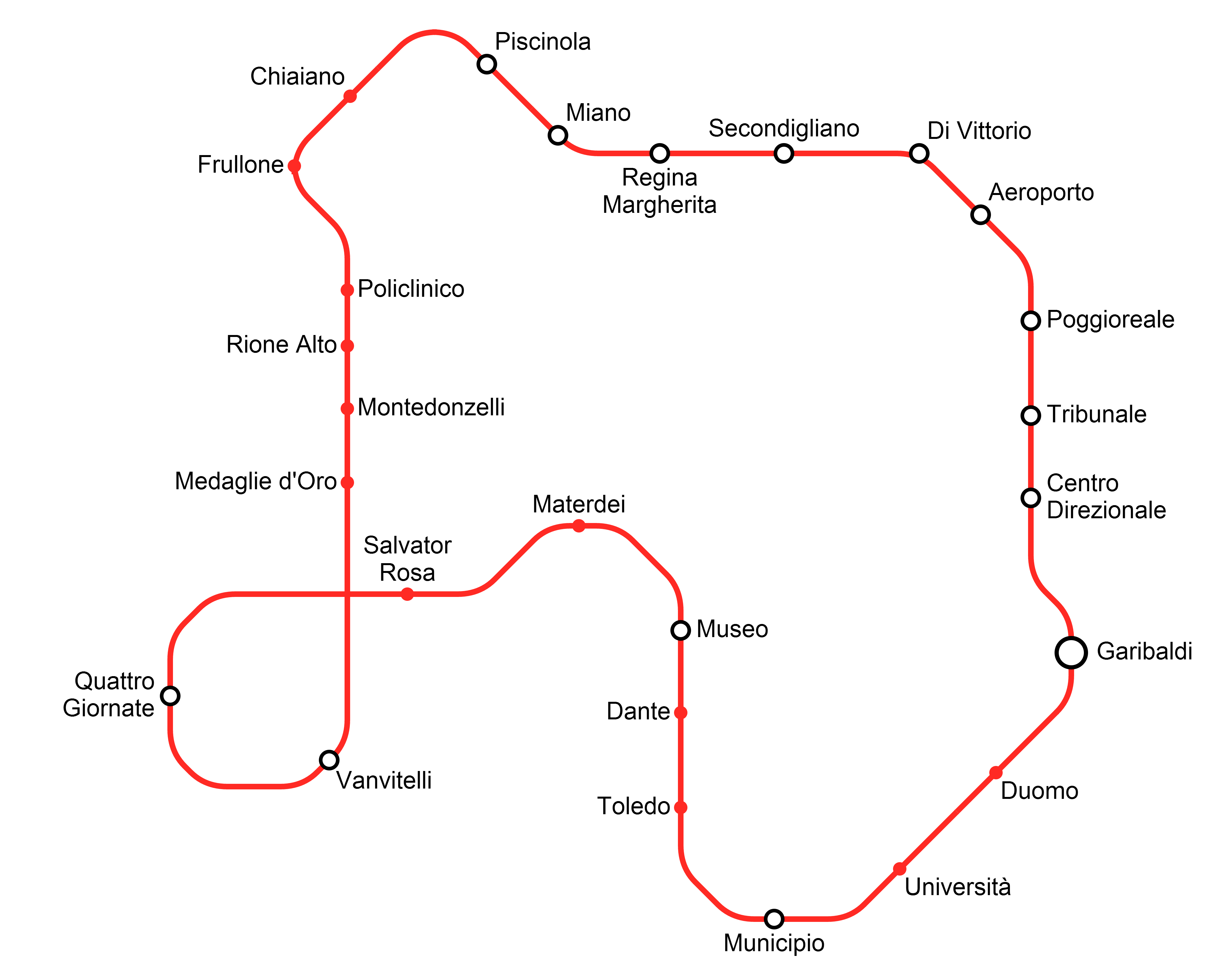
La Línea 1 con su anillo completo.

En febrero de 2014 se iniciaron las obras para un ulterior alargamiento de la Línea 1 desde la futura estación Capodichino Aeroporto del Aeropuerto de Nápoles-Capodichino (proyectada por Richard Rogers) hasta Garibaldi, que incluye las estaciones de Poggioreale (arquitecto: Mario Botta), Tribunale (Mario Botta) y Centro Direzionale (Benedetta Tagliabue). Además actualmente están en construcción la sección entre Piscinola y el aeropuerto, con las estaciones Miano, Regina Margherita, Secondigliano y Di Vittorio. Así se completará el anillo de la línea, por un total de 28 estaciones y 25 km de longitud.

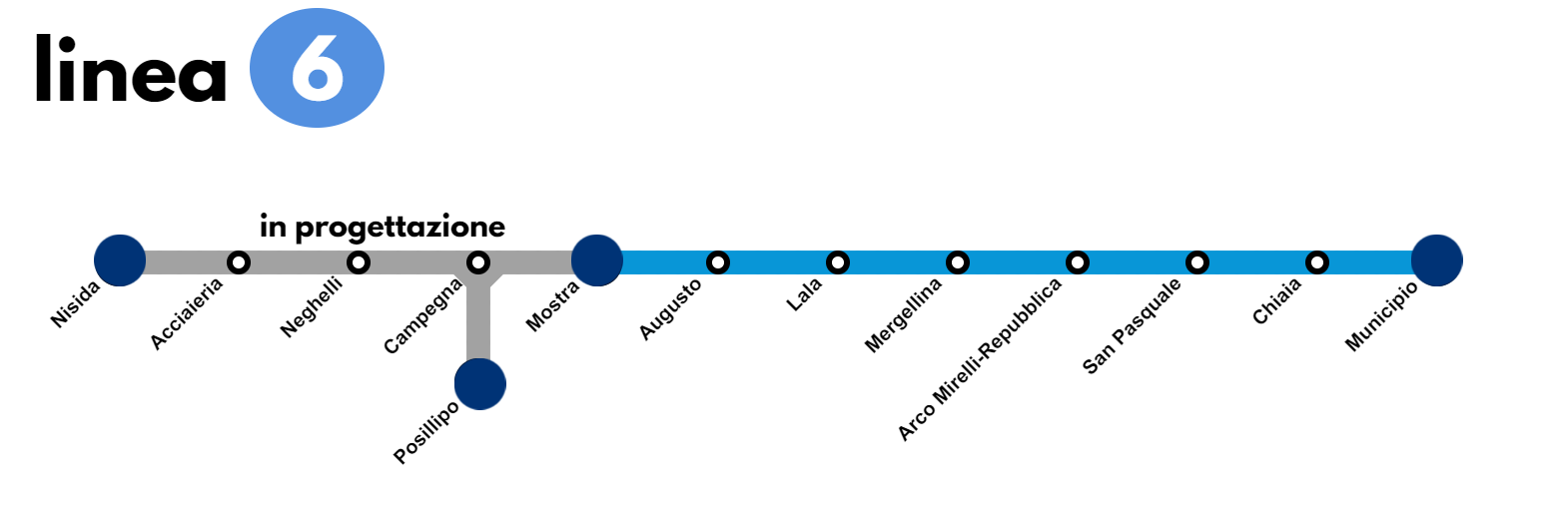
Esquema de la Línea 6 con las prolongaciones proyectadas.

Las obras para la prolongación de la Línea 6 desde Mostra hasta Campegna ya han sido financiadas. Está en fase de estudio un tramo desde la futura estación de Campegna a Posillipo y otro desde la misma Campegna a Nisida.
A lo largo de la Línea 11 se están construyendo otras cinco estaciones, todas en el territorio de la Provincia de Caserta: Teverola Centro, Teverola ASI, Capo Spartimento, Macerata Campania y Santa Maria Capua Vetere.
Además, está en construcción la Línea 10, que conectará el centro histórico de Nápoles con la estación de Nápoles Afragola de la línea de alta velocidad Roma-Nápoles, con intercambios con la Línea 1, Línea 2, Línea 11 y la Circumvesuviana. La línea, que está diseñada para ser automática, conectará los municipios de Afragola, Casavatore, Casoria y Nápoles, además de una ramificación denominada "Baffo di Arzano" para conectar con dos estaciones el municipio de Arzano.

## Galería de fotos

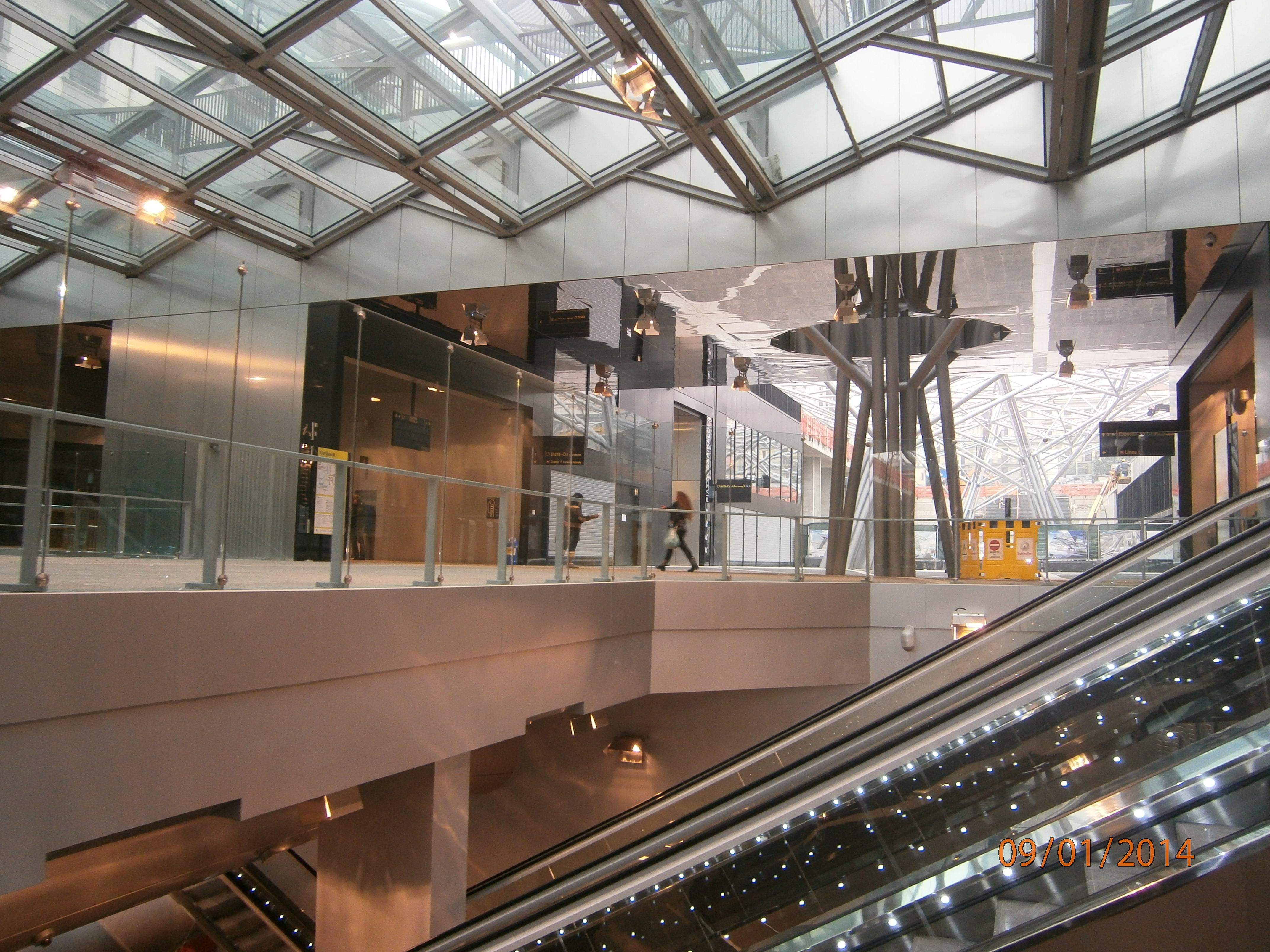
Garibaldi (L1)
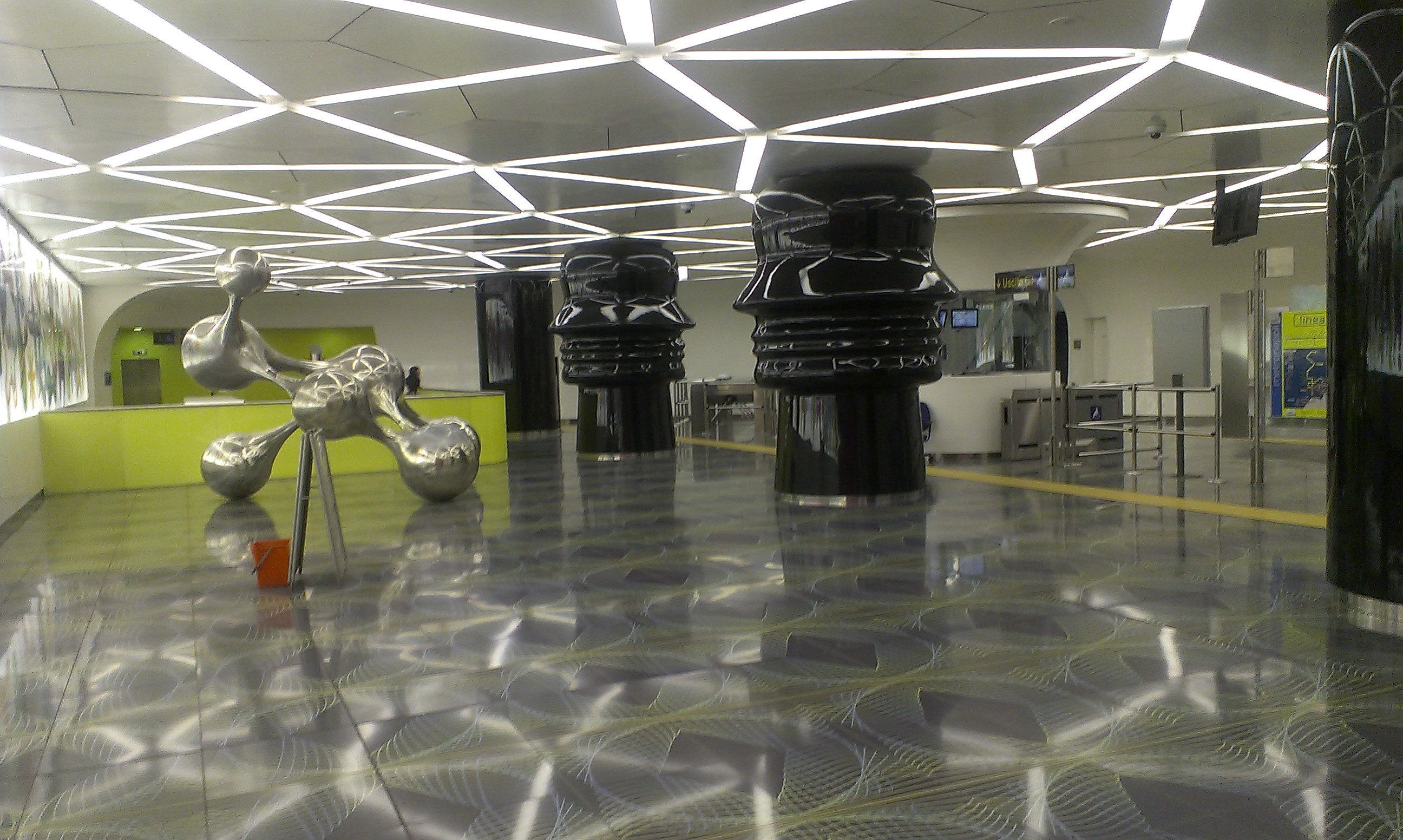
Università (L1)
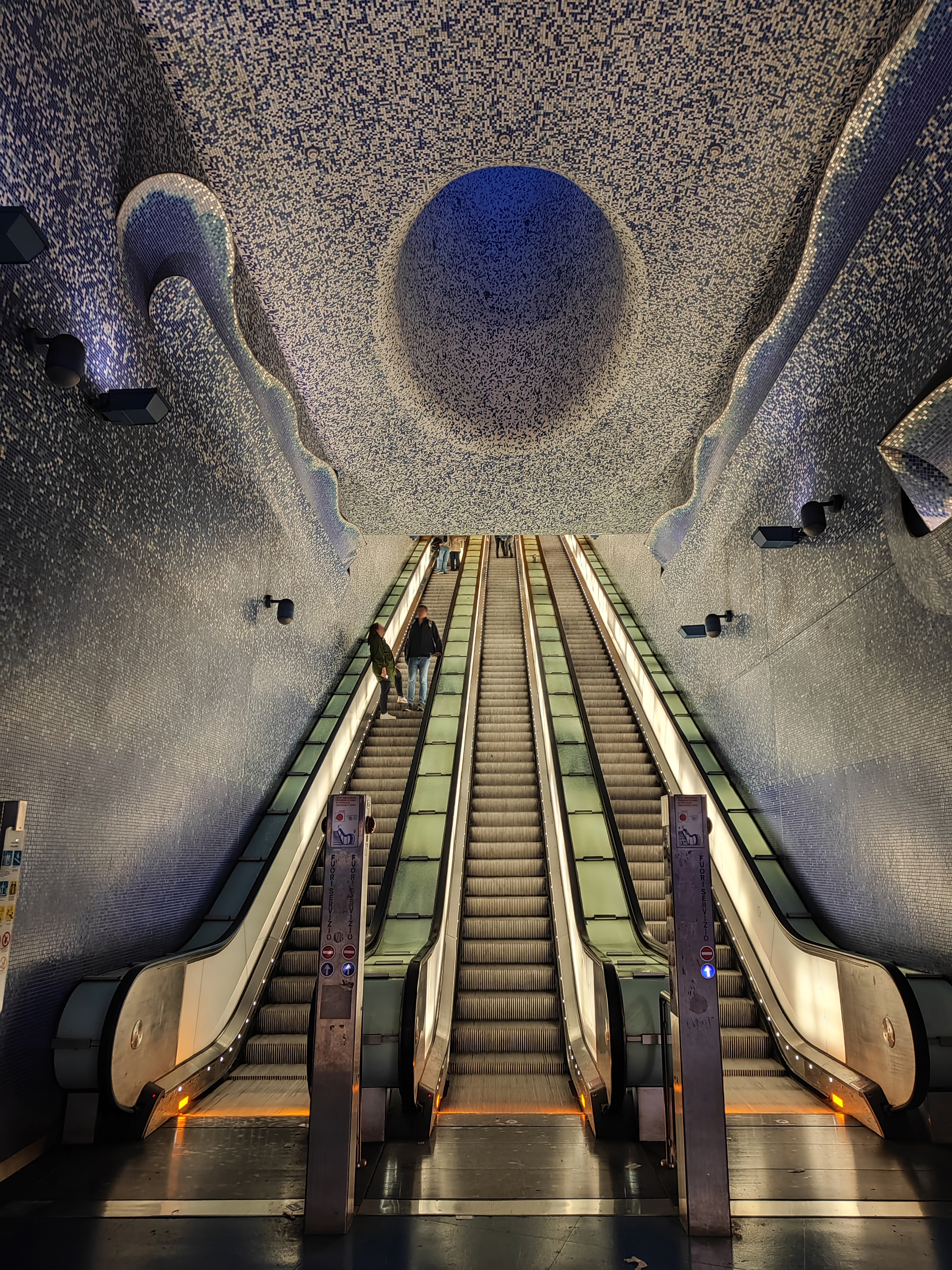
Toledo (L1)
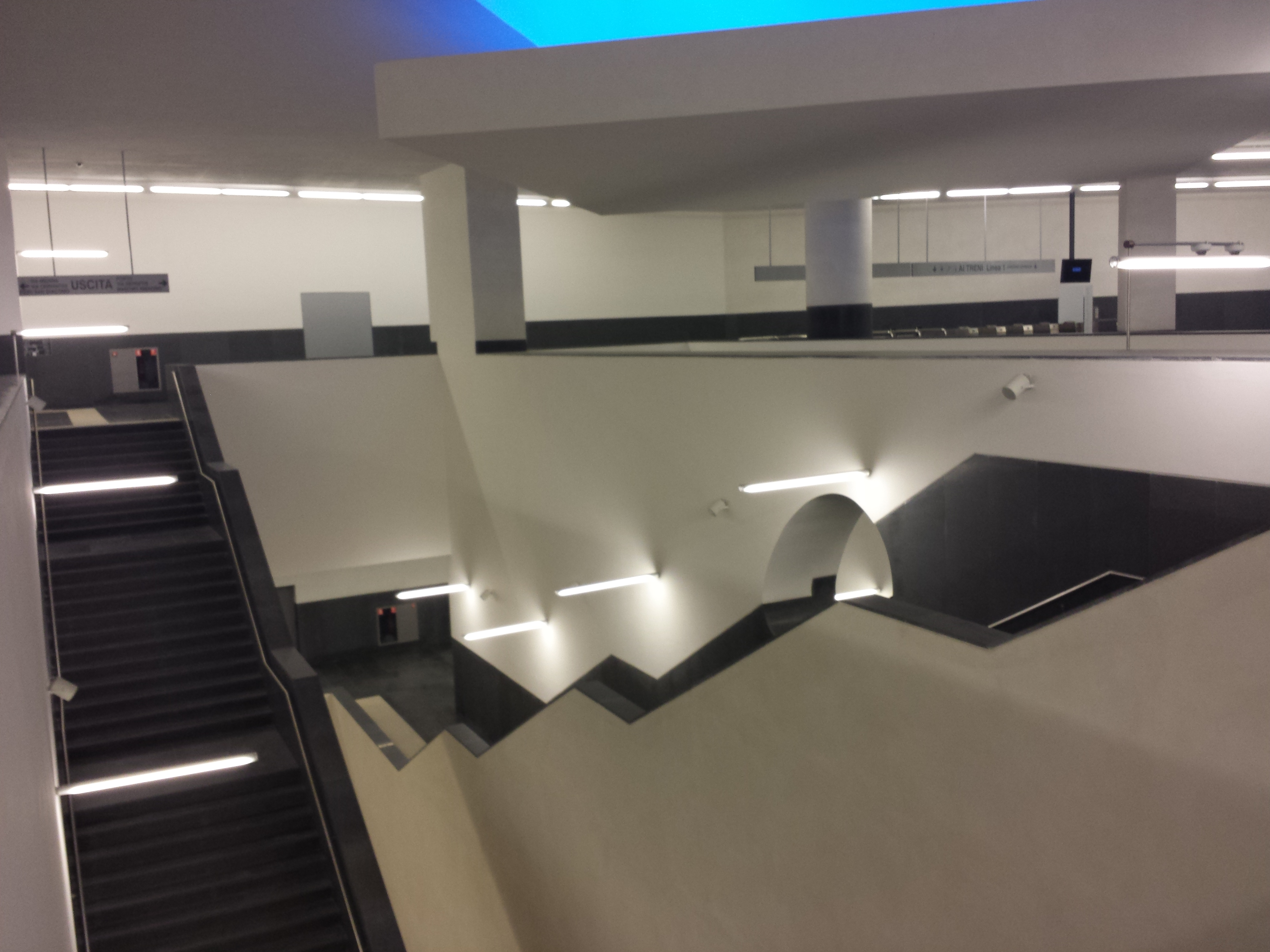
Municipio (L1)
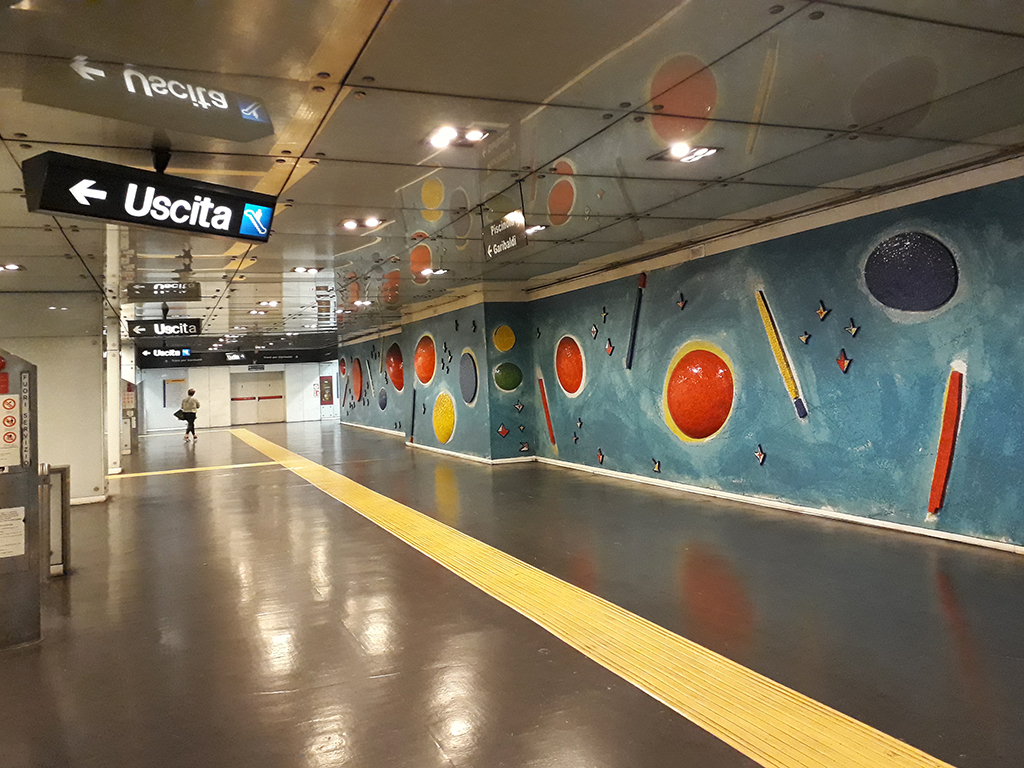
Dante (L1)
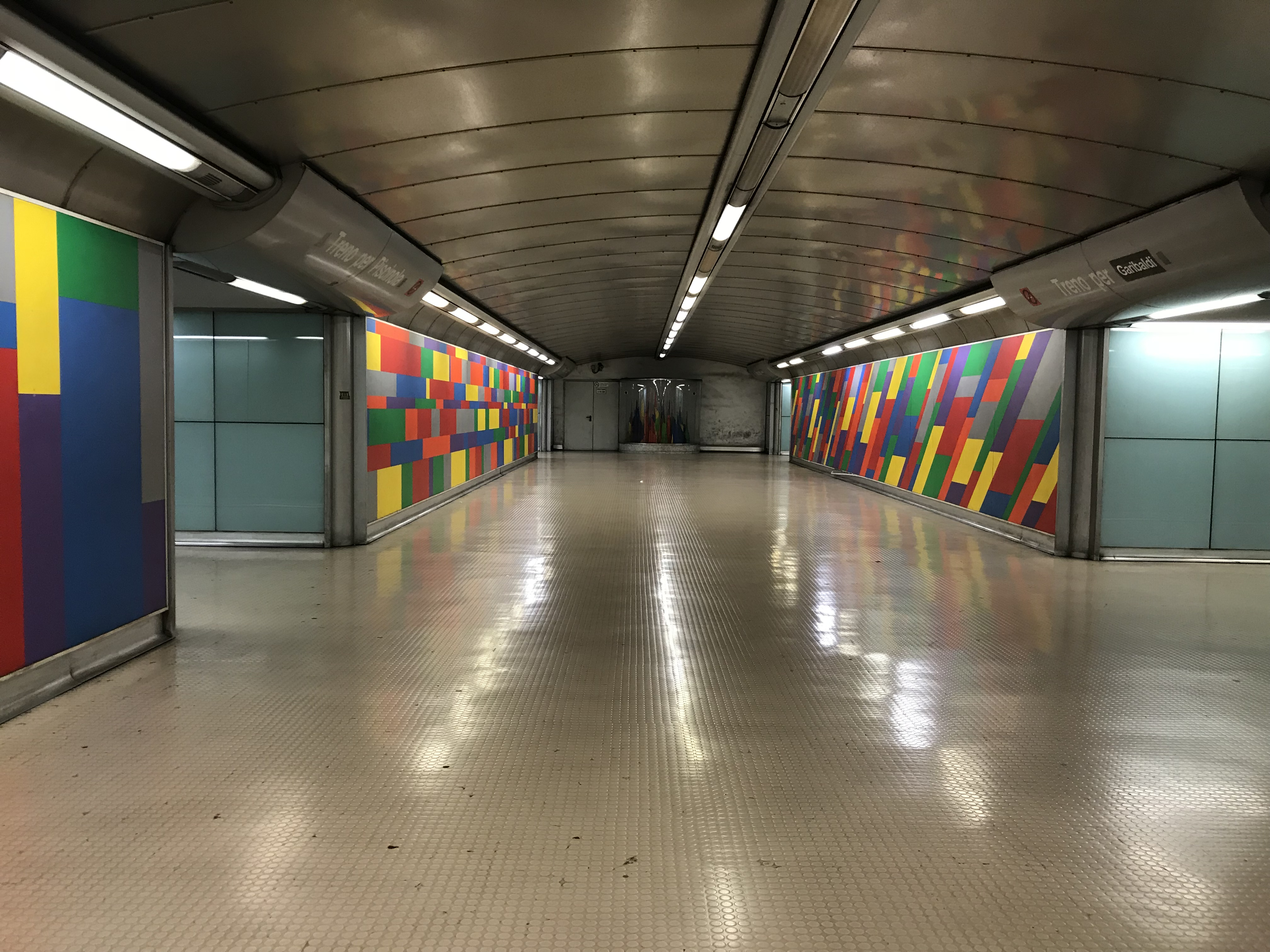
Materdei (L1)
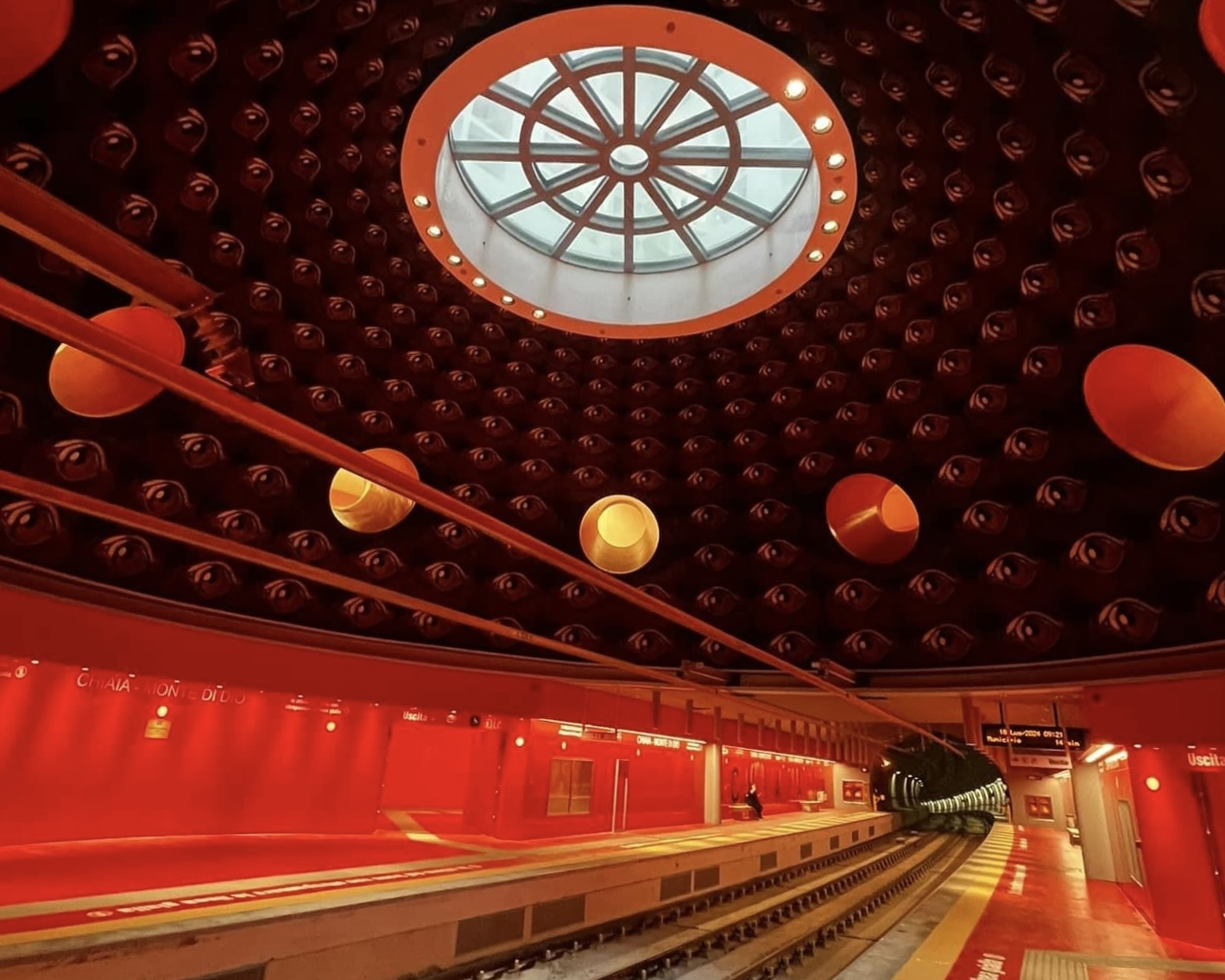
Chiaia-Monte di Dio (L6)
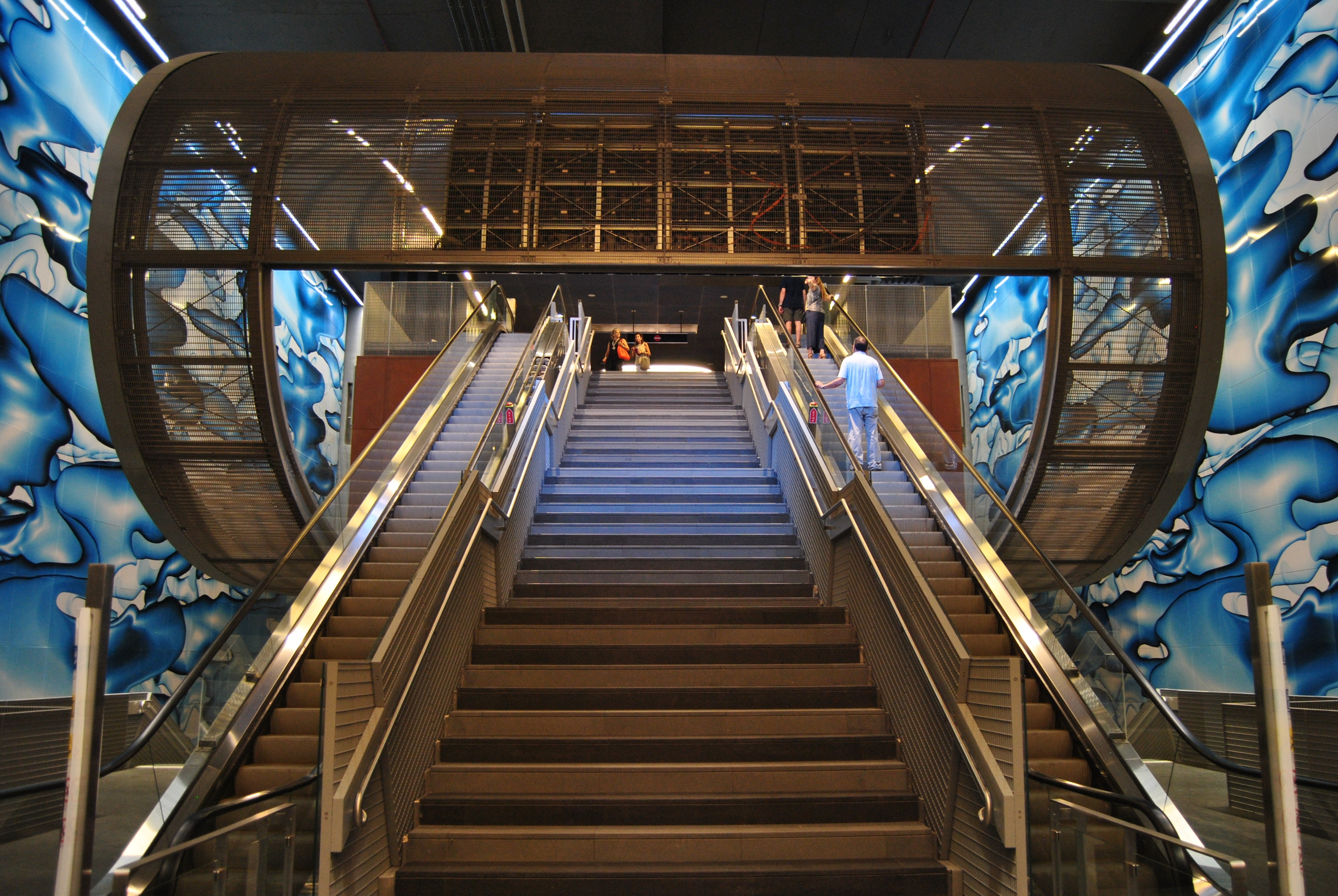
San Pasquale (L6)
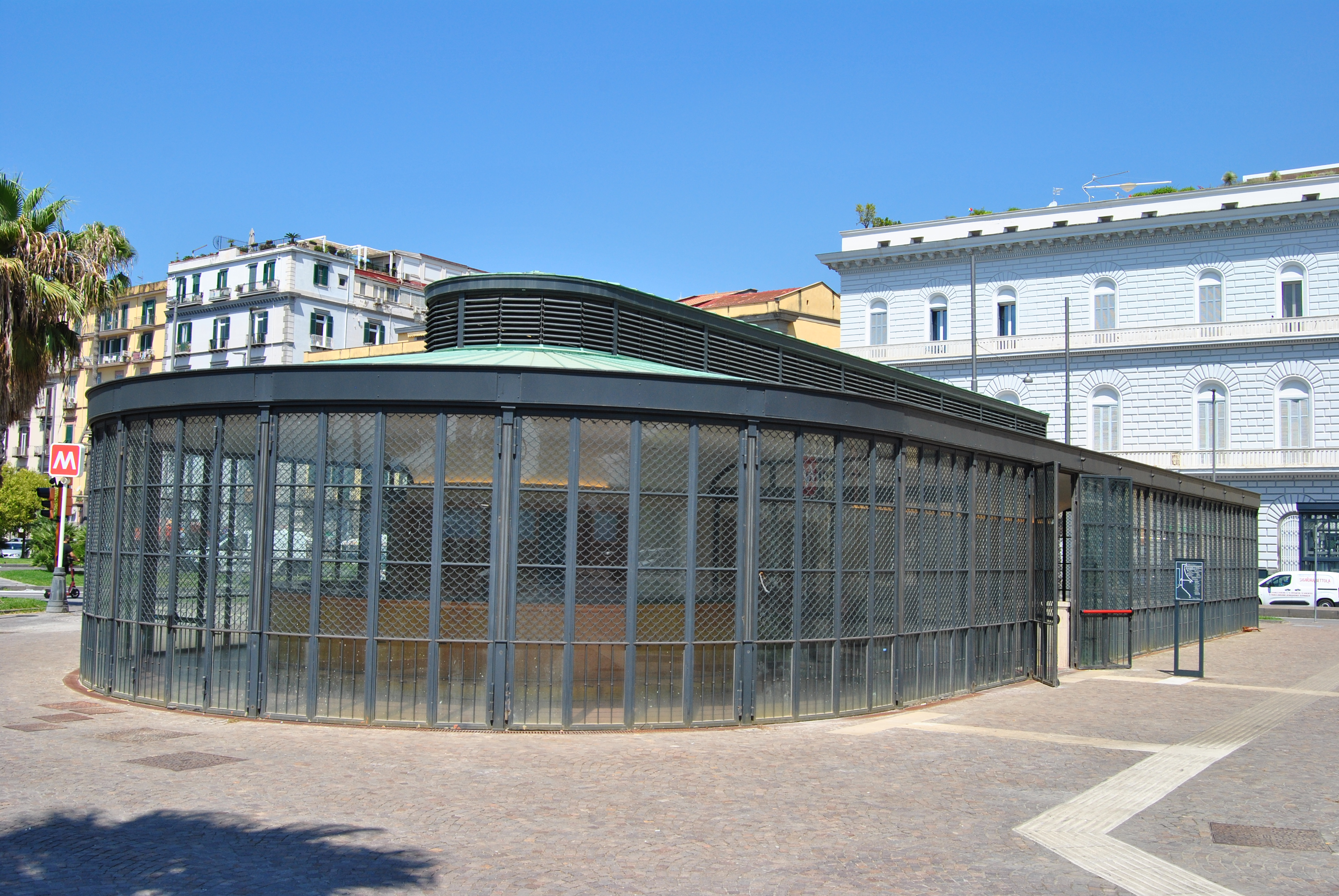
Arco Mirelli (L6)
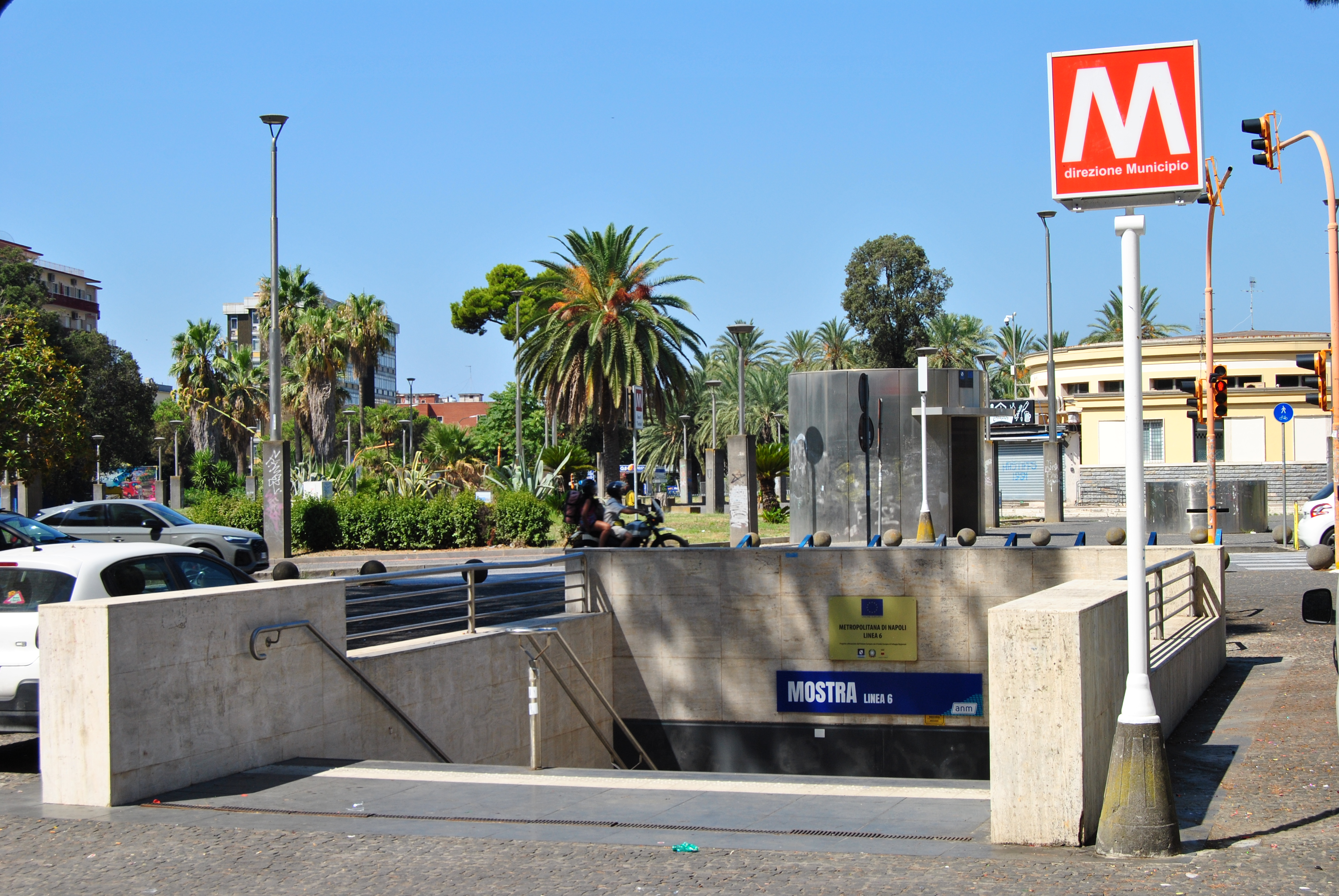
Mostra (L6)
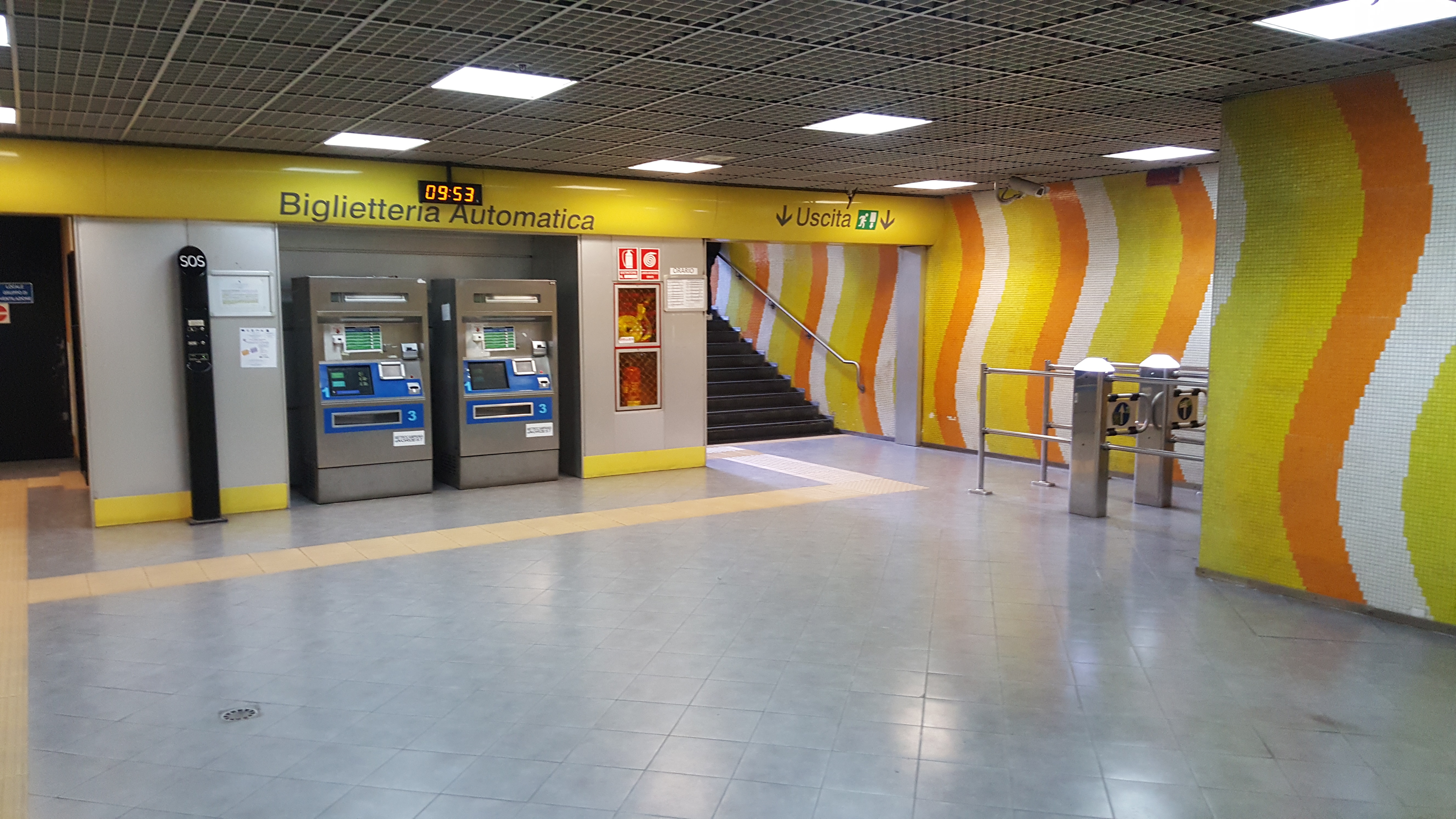
Aversa Centro (L11)